# Genserico (nome)
Genserico  è un nome proprio di persona italiano maschile.

## Varianti
- Femminili: Genserica[2]

### Varianti in altre lingue
- Aragonese: Chenserico
- Basco: Genseriko
- Catalano: Genseric
- Ceco: Geiserich
- Croato: Gajzerik
- Francese: Genséric
- Galiziano: Xenserico
- Inglese: Genseric
- Lituano: Geizerichas
- Polacco: Genzeryk, Gejzeryk
- Portoghese: Genserico
- Spagnolo: Genserico
- Svedese: Geiserik
- Tedesco: Geiserich
- Ungherese: Geiserich

## Origine e diffusione

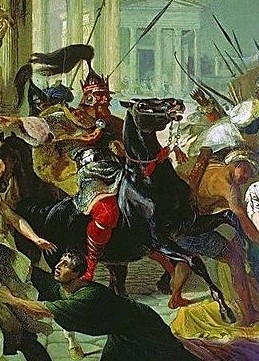
Genserico saccheggia Roma, particolare di un quadro di Karl Brjullov

È un nome di scarsissima diffusione, di matrice storica, ripreso dal nome del re dei Vandali e degli Alani Genserico; in latino è attestato in diverse varianti, fra le quali Gensericus, Gaisericus, Geisericus, Gaysericus, Gisericus e Gysiricus. 
Il secondo elemento che compone il nome è certamente ric ("capo", "re", "governare"), ma il primo è di difficile identificazione: se la forma germanica originale del nome fosse Geiserich o Gaiseric, potrebbe essere ricondotto a gais (o gaira, "freccia", "lancia", quindi "potente con la lancia"), mentre se la forma originale fosse Genserich potrebbe essere tentata una correlazione con gans ("oca").

## Onomastico
In quanto nome adespota, cioè privo di santo patrono, l'onomastico può essere festeggiato il 1º novembre per la festa di Ognissanti.

## Persone
- Genserico, re dei Vandali e degli Alani
- Genserico Fontana, militare italiano

### Variante Genséric
- Genséric Kusunga, calciatore angolano